# Skytte (namn)
Skytte är ett svenskt efternamn, som kan skrivas på olika sätt.
Den 31 december 2013 var följande antal personer bosatta i Sverige med stavningsvarianterna:
- Skytte 66
- Schütte 29
- Skytte af Sätra 11
- Schytte 9

Totalt blir detta 115 personer. Medlemmar av de svenska adelsätterna Skytte af Sätra och Skytte af Duderhof är åtminstone delvis kända utan adelstillägget till namnet Skytte. De är inkluderade i nedanstående lista.

## Personer med efternamnet Skytte eller varianter av detta namn
- Anna Schytte (1877–1953), dansk pianist
- Andreas Schytte (1726–1777), dansk statsvetenskaplig författare
- Arnold Skytte (1885–1963), målare och tecknare
- Bengt Skytte (1614–1683), riksråd och landshövding
- Bertil Nilsson (militär) (omkring 1605–1667), militär
- Carl Skytte  (1850–1935), militär och politiker
- Carl Gustaf Skytte (1647–1717), överste
- Carl Henrik Skytte (1695–1752), major
- Caroline Schytte Jensen (1848–1935), norsk kompositör och författare
- Christina Anna Skytte (1643–1677), friherrinna och pirat
- Frida Schytte (1871–1948), dansk violinist
- Gudmund Schütte (1872–1958), dansk språkforskare och kulturhistoriker
- Gunhild Schytte-Jacobsen (1875–1945), norsk skådespelare
- Gustaf Adolf Skytte (1637–1663), adelsman, avrättad för sjöröveri
- Göran Skytte (1945–2024), journalist, författare och förkunnare
- Henning Schütte (1620–1707), biskop, adlad Skyttenhielm
- Henrik Vissing Schytte (1827–1903), dansk musikkritiker
- Håkan Skytte (född 1947), musiker
- Håkan Nilsson Skytte (1603–1688), militär och ämbetsman
- Jakob Skytte (1616–1654), universitetsrektor, domare och landshövding
- Johan Skytte (1577–1645), friherre och riksråd
- Jösse Skytte (död tidigast 1391), adelsman, anfader för ätten Stenbock
- Lars Skytte (1610–1696), hovman, diplomat och franciskanermunk
- Lars Bengtsson Skytte (1574–1634), ståthållare
- Ludvig Schytte (1848–1909), dansk pianist och tonsättare
- Margarete Schütte-Lihotzky (1897–2000), österrikisk arkitekt
- Maria Skytte (död 1703), friherrinna och grevinna
- Martin Skytte (död 1550), biskop i Åbo stift
- Nils Skytte (1656–1720), överste och dagboksförfattare
- Per Schytte, gemensam pseudonym för österrikiska författarna Adolf Schütz och Paul Baudisch
- Simon Schütte (född 1990), innebandyspelare
- Thomas Schütte (född 1954), tysk skulptör
- Vendela Skytte (1608–1629), adelsdam, författare, brevskrivare
- Wilhelm Skytte (1849–1931), borgmästare och politiker